# 散序地杨梅
散序地杨梅（学名：Luzula effusa），为灯心草科地杨梅属下的一个植物种。